# Ettore Sportiello
Ettore Sportiello (Torre del Greco, 26 ottobre 1882 – Roma, 25 giugno 1948) è stato un ammiraglio italiano.

## Biografia
Nato a Torre del Greco (Napoli) in data 26 ottobre 1882, venne ammesso all'Accademia navale di Livorno nel 1901, conseguendo la nomina a guardiamarina in spe il 17 novembre 1904. Giovane ufficiale, venne imbarcato sulla corazzata Emanuele Filiberto e sulla nave ausiliaria Bronte. Sottotenente di vascello, imbarcato sulla corazzata Napoli, prese parte alle operazioni di soccorso delle popolazioni di Messina e Reggio Calabria, funestate dal tremendo terremoto del 1908, meritando la medaglia di bronzo di benemerenza. Negli anni 1911-1912 partecipò alla Guerra italo-turca a bordo dell'ariete torpediniere Piemonte, stanziata nella zona operativa del Mar Rosso. In tali circostanze venne insignito di una Croce di guerra al valor militare. Tenente di vascello, venne imbarcato a bordo delle corazzate Napoli, Re Umberto e Giulio Cesare. Partecipò alla prima guerra mondiale, nel corso della quale ebbe il comando di alcune torpediniere. Al termine del conflitto fu comandante della Marina a Lissa.
Capitano di corvetta nel 1919, fu destinato dapprima al comando militare marittimo di Sebenico, poi assegnato alla direzione dell'Arsenale di La Spezia ed infine imbarcato sul panfilo reale Trinacria. Nel 1925, nominato capitano di fregata, dopo varie destinazioni sia a terra che sul naviglio, ottenne il comando, nel biennio 1930-1931, dell'esploratore Antoniotto Usodimare, unità che partecipò alle operazioni di appoggio alla prima crociera aerea atlantica Italia-Brasile del Generale Italo Balbo.
Capitano di vascello dal 12 dicembre del 1931, fu dapprima in comando del deposito C.R.E.M. di Pola, e quindi delle locali scuole. Nel 1934 fu trasferito al comando dell'incrociatore Luigi Cadorna dal 28 febbraio 1934 al 27 novembre 1935.  Ebbe poi il comando, dal 28 novembre 1935 al 30 marzo 1936 della nave da battaglia Duilio, e successivamente della base navale di Tobruch dall'11 aprile al 21 novembre 1936.
Promosso contrammiraglio dal 9 novembre 1936, fu nominato governatore del possedimento dell'Egeo a Rodi. Ammiraglio di divisione dal 7 marzo 1938, comandò la 1ª Divisione navale e partecipò alle operazioni navali per l'occupazione dell'Albania nell'aprile 1939 e, successivamente, dal 1940, fu comandante militare marittimo della Sardegna. Permase in tale incarico oltre l'ingresso dell'Italia nella seconda guerra mondiale, sino alla pianificazione dell'invasione della Grecia in ottobre. Partecipò alla campagna in qualità di comandante militare marittimo in Albania, di stanza Durazzo, ove prese parte al conflitto italo-greco ed alle operazioni in Iugoslavia. Dotato di particolari doti organizzative nella gestione dei porti albanesi, venne encomiato ufficialmente da Benito Mussolini, meritando altresì la croce di Cavaliere dell'Ordine militare di Savoia.
Ammiraglio di squadra sul finire del 1941, fu inviato a La Spezia in qualità di comandante superiore del C.R.E.M.
All'armistizio dell'8 settembre 1943 si trovava a Viareggio, ove il suo comando era stato trasferito. Rifiutò di collaborare con le autorità della Repubblica Sociale Italiana, venendo perseguitato e due volte incarcerato. Alla liberazione della località, in data 18 settembre 1944, riprese il servizio e fu membro della commissione per la riammissione in servizio degli ufficiali collocati in congedo assoluto per motivi razziali. Decano degli ammiragli, fu il primo presidente del Consiglio superiore di Marina ed infine, nel 1945, venne collocato in ausiliaria.
Si spense a Roma il 25 giugno 1948.
L'ammiraglio Sportiello fu persona dotata di acuta ironia e fine senso dell'umorismo. Contribuì, assieme ad altri ufficiali della Regia Marina, a raccogliere una serie di aneddoti e divertenti "storielle di quadrato" relative al servizio navale, ai marinai ed agli ufficiali, confluite nella raccolta "A poppavia del jack ed altre... Historie", pubblicata in prima edizione dall'Accademia Navale nel 1951 e riedita dall'Ufficio storico della Marina Militare nel 1997.